# Вулиця Зінаїди Тулуб
Ву́лиця Зінаї́ди Ту́луб — вулиця в Деснянському районі міста Києва, місцевість Троєщина. Пролягає від вулиці Радосинської до вулиці Івана Кожедуба.
Прилучається вулиця Михайла Осадчого.

## Історія
Виникла у 1-й половині XX століття, мала назву вулиця Некрасова, на честь російського поета Миколи Некрасова.
Сучасна назва на честь  української письменниці Зінаїди Тулуб — з 2023 року. 